# Мирное проникновение

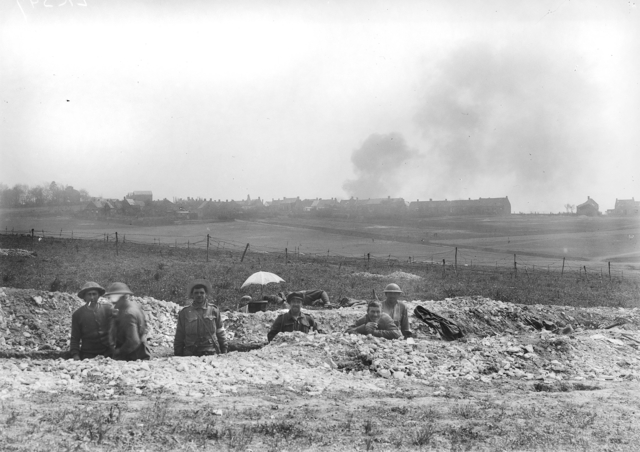
Австралийские солдаты занимают позицию недалеко от Виллер-Бретоннё, май 1918 года

Ми́рное проникнове́ние — тактика австралийской пехоты, использовавшаяся в Первой мировой войне. Эту тактику также использовали войска Новой Зеландии. Мирное проникновение — промежуточная тактика между окопным рейдом и патрулированием. Цель была схожа с окопным рейдом (она заключалась в проведении разведки, контролировании нейтральной земли). Дополнительной целью было занятие вражеских застав с последующим захватом территории. Термин стал известен непосредственно перед войной. Британская пресса описывала продолжение проникновения германской торговли на территорию Великобритании. В британских газетах было написано, что немцам не придётся сражаться, так как они покорят Британию с помощью мирного проникновения. Однако это выражение было переводом французского термина, описывавшего методы Франции по присоединению территорий, например, Туниса или Марокко, не наносившие ущерб другим колонизаторам.

## Описание

### Распространение
В середине 1918 года, после окончания Весеннего наступления Германии, австралийские войска стали проводить наступательные патрули на нейтральной земле. Так как на линии фронта было недостаточно укреплений, а сами линии фронта не были сплошными, оказалось, что австралийские пехотинцы могли проникнуть к немцам и приблизиться к германским заставам сзади и атаковать их с тыла. Благодаря этому, взятие застав проходило быстро и не требовало больших усилий. Впервые о применении данной тактики стало известно 5 апреля 1918 года. Тактикой мирного проникновения впервые воспользовались бойцы 58-го батальона 15-й бригады 5-й дивизии вооружённых сил Австралии. Хотя данной тактикой пользовались бойцы пяти австралийских и Новозеландской дивизий, некоторые подразделения применяли её чаще остальных военных. В некоторых воинских частях к этой тактике относились как к соревнованию. Так, бойцы 41-го австралийского батальона состязались между собой в количестве взятых в плен солдат противника. Схожая тактика, применявшаяся в ходе Мессинской операции в 1917 году, упоминалась как разведывательная.

### Влияние на боевой дух противника
Влияние данной тактики на боевой дух немецких солдат было довольно сильным. Это замечали и Германия, и союзники.

Кровожадные австралийцы, когда вы находитесь за линией фронта, вы держите нас как на иголках; мы никогда не знаем, когда вы подойдёте— Пленный немецкий солдат

В то же время я бы хотел сказать вам, что ни в моей армии, ни, возможно, во всей британской армии, нет такой дивизии, которая сделала бы больше для того, чтобы сломить боевой дух противника, чем первая австралийская дивизия.
Оригинальный текст (англ.)At the same time I would like to tell you that there is no division, certainly in my army, perhaps in the whole British Army, which has done more to destroy the morale of the enemy than the 1st Australian Division.
— Генерал Герберт Плюмер, командующий 2-й британской армией

### Продвижение линий фронта
Так как при помощи мирного проникновения постоянно захватывались новые территории, линия фронта также постоянно перемещалась. 11 июля войска британского фельдмаршала Дугласа Хейга должны были атаковать немцев на плоскогорье Виллер-Бретоннё. Едва началось планирование битвы, выяснилось, что линия фронта длиной 4100 метров и глубиной 910 метров уже была захвачена двумя бригадами с помощью мирного проникновения. К тому же, бойцы 3-й австралийской дивизии отбросили линию фронта немцев на милю от Морлэнкоарта.

## Условия
Мирное проникновение заключалось в проникновении солдат к немецким заставам и приближении к ним сзади. Одним из главных условий для успешного применения данной тактики является хорошее покрытие местности вокруг застав (покрытие подходов к объекту, например, канав). Лишь после того, как Весеннее наступление Германии вытеснило Союзников с территории, за которую они боролись, на землю, не поврежденную артиллерией, стало возможным применение тактики мирного проникновения.
Так как для успешного применения данной тактики нужно было подойти к вражеским заставам сзади, отсутствие непрерывных укреплений также было важно для достижения цели. Таким образом, эта тактика могла использоваться лишь на территориях, где было недостаточно оборонительных сооружений. Ещё одно условие для успешного использования мирного проникновения — храбрость солдат (нередко солдаты в одиночку нападали на заставы, где находились полдюжины немцев). Также, эта тактика лучше работала тогда, когда немецкие солдаты были готовы сдаться, а не вступать в бой.

## Примеры мирного проникновения
Одним из примеров мирного проникновения является серия патрулирований, проведенных 11 июля 1918 года. Патрульные отряды (по четыре человека в каждом) возглавляли лейтенанты Морли и Гаскелл. Отряд Гаскелла пленил 32 немцев и захватил три пулемёта. Отряд Морли взял в плен 36 немцев и захватил четыре пулемёта. За проведение этих патрулирований лейтенанты Морли и Гаскелл были награждены военными крестами, а солдаты — медалями. Как отмечалось в военном дневнике 1-го батальона:

Патрулирование продолжалось всё утро и привело к взятию в плен почти всего гарнизона заставы противника. В два часа дня командир решил развить успех предприятия, в результате чего наша линия продвинулась на 200 ярдов. 2 офицера, 98 солдат взяты в плен, захвачены 8 пулемётов.
Оригинальный текст (англ.)The patrols continued to operate during the morning and succeeded in capturing practically the whole outpost garrison of the enemy.
At 2 pm the commanding officer decided to exploit the success of the enterprise with the result that our line was advanced... an average depth of 200 yards.
Our total captives amounted to two officers, 98 o/ranks and eight machine guns.